# Mannevillette
Mannevillette – miejscowość i gmina we Francji, w regionie Normandia, w departamencie Sekwana Nadmorska.
Według danych na rok 1990 gminę zamieszkiwały 543 osoby, a gęstość zaludnienia wynosiła 129 osób/km² (wśród 1421 gmin Górnej Normandii Mannevillette plasuje się na 426. miejscu pod względem liczby ludności, natomiast pod względem powierzchni na miejscu 752.).